# A sors embere
A sors embere (The Man of Destiny) George Bernard Shaw Nobel-díjas ír drámaíró 1897-es darabja.
A sors embere című drámát a Barátságos színművek (Plays Pleasant) című könyvben adták ki, amely szintén tartalmazta a Fegyver és vitéz (Arms and the Man), a Candida és a Sosem lehet tudni (You Never Can Tell) című műveket. Shaw azért adta a Barátságos színművek címet, hogy jelezze ezen művek különbözőségét az első ciklus, a Barátságtalan színművek (Plays Unpleasant) darabjaival.
Magyar nyelven először az Athenaeum Irodalmi és Nyomdai Rt. adta ki a művet, Hevesi Sándor fordításában.
Magyarul először a budapesti Magyar Színházban mutatták be 1912. április 20-án. Később a kolozsvári színházban is bemutatták a darabot, 1926. április 9-én.

## Magyarul
- A sors embere. Tréfa; ford., tan. Hevesi Sándor; Athenaeum, Budapest, 1912 (Modern könyvtár)